# Konami
Konami Holdings Corporation (jap. コナミホールディングス株式会社 Konami Hōrudingusu Kabushiki-gaisha) – japoński producent i wydawca gier komputerowych, zabawek, kart kolekcjonerskich, anime, tokusatsu i jednorękich bandytów.
Firma została założona przez Kagemasę Kozukiego w 1969 jako firma naprawiająca i wynajmująca szafy grające w Osace w Japonii. Nazwa „Konami” jest połączeniem pierwszych liter nazwisk głównych osób firmy: Kagemasa Kozuki, Yoshinobu Nakama, Hiro Matsuda i Shokichi Ishihara, którzy byli partnerami biznesowymi.
Główna siedziba Konami znajduje się w Tokio.
Najsłynniejszymi produktami firmy są serie Contra, Metal Gear Solid, Pro Evolution Soccer, Castlevania oraz Silent Hill. Nie oznacza to, że są to tytuły najbardziej dochodowe – firma wg stanu na 2018 rok najwięcej zarabia na grach mobilnych (gdzie dominuje Linux – Android).